# Judo na Igrzyskach Panamerykańskich 1967
Turniej w ramach Igrzysk w Winnipeg 1967.

## Klasyfikacja medalowa
Gospodarz zawodów został zaznaczony kolorem.
| Klasyfikacja medalowa | Klasyfikacja medalowa | Klasyfikacja medalowa | Klasyfikacja medalowa | Klasyfikacja medalowa | Klasyfikacja medalowa |
| Miejsce               | państwo               | Złoto                 | Srebro                | Brąz                  | Razem                 |
| --------------------- | --------------------- | --------------------- | --------------------- | --------------------- | --------------------- |
| 1                     | Stany Zjednoczone     | 2                     | 2                     | 2                     | 4                     |
| 2                     | Kanada                | 2                     | 2                     | 1                     | 5                     |
| 3                     | Brazylia              | 2                     | 1                     | 1                     | 4                     |
| 4                     | Argentyna             | 0                     | 1                     | 1                     | 2                     |
| 5                     | Kuba                  | 0                     | 0                     | 4                     | 4                     |
| 6                     | Meksyk                | 0                     | 0                     | 2                     | 2                     |
| 7                     | Antyle Holenderskie   | 0                     | 0                     | 1                     | 1                     |
| Razem                 | Razem                 | 6                     | 6                     | 12                    | 24                    |

## Medaliści
| Konkurencja | 1. miejsce       | 2. miejsce      | 3. miejsce         | 3. miejsce          |
| Mężczyźni   | Mężczyźni        | Mężczyźni       | Mężczyźni          | Mężczyźni           |
| ----------- | ---------------- | --------------- | ------------------ | ------------------- |
| 63 kg       | Akira Ono        | Pat Bolger      | Larry Fukuhara     | Luis Teodoro Gastón |
| 70 kg       | Takeshi Miura    | Toshiyuki Seino | René Arredondo     | Ibrahim Torres      |
| 80 kg       | Hayward Nishioka | Lhofei Shiozawa | Gordon Buttle      | Gabriel Goldschmied |
| 93 kg       | Michael Johnson  | Rodolfo Pérez   | William Paul       | Rolando Sánchez     |
| +93 kg      | Allen Coage      | Alfred Rogers   | José Luis Turletto | Euladio Nicolaas    |
| Open        | Alfred Rogers    | James Westbrook | Humberto Medina    | Georges Mehdi       |